# Turkmenische Futsalnationalmannschaft
Die turkmenische Futsalnationalmannschaft ist eine repräsentative Auswahl turkmenischer Futsalspieler. Die Mannschaft vertritt den Football Association of Turkmenistan den turkmenischen Fußballverband  bei internationalen Begegnungen.

## Abschneiden bei Turnieren
Für Weltmeisterschaftsendrunden unter der Schirmherrschaft der FIFA qualifizierte sich die Nationalmannschaft Turkmenistans bisher noch nicht.
An Asienmeisterschaften nahm das Team sechsmal teil.

### Futsal-Weltmeisterschaft
- 1989 – kein FIFA-Mitglied
- 1992 bis 2004 – nicht teilgenommen
- 2008 bis 2024 – nicht qualifiziert

### Futsal-Asienmeisterschaft
- 1999 – nicht teilgenommen
- 2000 – nicht teilgenommen
- 2001 – nicht teilgenommen
- 2002 – zurückgezogen
- 2003 – zurückgezogen
- 2004 – nicht teilgenommen
- 2005 – Vorrunde
- 2006 – Vorrunde
- 2007 – Vorrunde
- 2008 – Vorrunde
- 2010 – Vorrunde
- 2012 – Vorrunde
- 2014 – nicht qualifiziert
- 2016 – nicht qualifiziert
- 2018 – nicht qualifizieret
- 2022 – Vorrunde
- 2024 – zurückgezogen

### Futsal-Asian Indoor Games
- 2009 – 4. Platz
- 2013 – Vorrunde
- 2017 – Viertelfinale